# Barão Ataliba Nogueira
Barão Ataliba Nogueira é um distrito do município brasileiro de Itapira, no interior do estado de São Paulo.

## História

### Origem
O povoado que deu origem ao distrito se desenvolveu ao redor da estação ferroviária, inaugurada pela Companhia Mogiana de Estradas de Ferro em 19/09/1891. O nome da estação foi uma homenagem a João de Ataliba Nogueira, que era o presidente da Mogiana na época.

### Formação administrativa
- Distrito Policial de Barão de Ataliba criado em 06/06/1916 no município de Itapira[4].
- Distrito criado pela Lei n° 233 de 24/12/1948, formado com o povoado de Barão Ataliba Nogueira mais terras do distrito sede de Itapira[5][6].

## Geografia

### Demografia

#### População urbana
| Crescimento população urbana | Crescimento população urbana | Crescimento população urbana | Crescimento população urbana |
| Censo                        | Pop.                         |                              | %±                           |
| ---------------------------- | ---------------------------- | ---------------------------- | ---------------------------- |
| 1950                         | 264                          |                              | —                            |
| 1960                         | 355                          |                              | 34,5%                        |
| 1970                         | 572                          |                              | 61,1%                        |
| 1980                         | 588                          |                              | 2,8%                         |
| 1991                         | 742                          |                              | 26,2%                        |
| 2000                         | 1 128                        |                              | 52,0%                        |
| 2010                         | 1 528                        |                              | 35,5%                        |
| Fonte: IBGE e Fundação SEADE |                              |                              |                              |

#### População total
Pelo Censo 2010 (IBGE) a população total do distrito era de 2 177 habitantes.

### Área territorial
A área territorial do distrito é de 81,878 km².

### Rodovias
O distrito encontra-se às margens da Rodovia Comendador Virgulino de Oliveira (SP-352), entre as cidades de Itapira e Jacutinga (MG).

### Hidrografia
- Rio do Peixe

## Serviços públicos

### Registro civil
Atualmente é feito na sede do município, pois o Cartório de Registro Civil das Pessoas Naturais do distrito foi extinto pela Resolução nº 1 de 29/12/1971 do Tribunal de Justiça do Estado de São Paulo, e seu acervo foi recolhido ao cartório do distrito sede.

### Educação
- EMEB "Professora Mariana do Carmo de Almeida Cintra"[12].

### Saneamento
O serviço de abastecimento de água é feito pelo Serviço Autônomo de Água e Esgoto (SAAE). 

### Energia
A responsável pelo abastecimento de energia elétrica é a CPFL Paulista, distribuidora do grupo CPFL Energia.

### Telecomunicações
O distrito era atendido pela Telecomunicações de São Paulo (TELESP) através da central telefônica de Itapira. Em 1998 esta empresa foi vendida para a Telefônica, que em 2012 adotou a marca Vivo para suas operações.

## Atrações turísticas

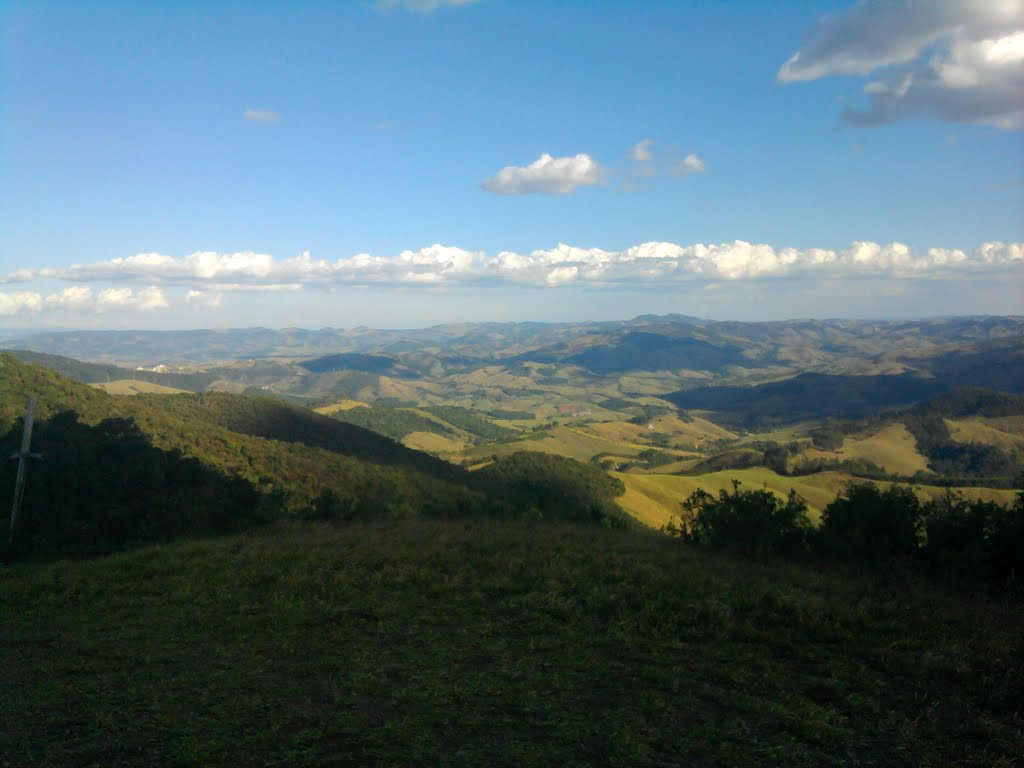
Morro do Cruzeiro.

### Morro do Cruzeiro
O Morro do Cruzeiro, também conhecido como Morro da Asa Delta, está situado no bairro Forões e tem acesso pelo distrito de Barão Ataliba Nogueira, através da Estrada Municipal Orlando Zancheta, que tem início na altura do km 175 da SP-352. No entanto é possível acessá-lo por outras estradas rurais. 
Com 1.240 metros de altitude, trata-se de uma área que já foi explorada para saltos de voo livre, devido sua localização e
formação geológica, possuindo dessa forma rampa de salto natural para a prática de voo livre. O local possui uma das mais belas vistas de toda a região.

## Atividades econômicas

### Indústrias
- Brinquedos Estrela - Após encerrar as atividades no Parque Novo Mundo (São Paulo), a Brinquedos Estrela iniciou sua operação fabril em Barão Ataliba Nogueira em julho de 2003. Essa unidade está instalada numa área de 130 mil m², distribuídos entre linha de montagem, depósito, administração e área de apoio[19].
- Cargill - está instalada no distrito uma unidade industrial na área de nutrição animal[20].

## Religião
O Cristianismo se faz presente no distrito da seguinte forma:

### Igreja Católica
- A igreja faz parte da Diocese de Amparo[22].